# Ujan Mas Baru
Ujan Mas Baru is een bestuurslaag in het regentschap Muara Enim van de provincie Zuid-Sumatra, Indonesië. Ujan Mas Baru telt 6246 inwoners (volkstelling 2010).